# Шметтов, Эберхард
Эберхард Шметтов (нем. Eberhard Graf von Schmettow; 17 сентября 1861, Хальберштадт — 31 января 1935, Гёрлиц) — германский генерал-лейтенант.

## Биография
Эберхард фон Шметтов родился в Хальберштадте, Пруссия, как сын Максимилиана Графа фон Шметтова 17 сентября 1861 года. В 1881 году он присоединился к полку улан прусской армии и провел следующие 25 лет в качестве кавалерийского и штабного офицера; также служил адъютантом императора Вильгельма II. Он стал командиром 1-го лейб-кирасирского полка в 1906 году, 5-й кавалерийской бригады в 1911 году и гвардейской гусарской бригады в 1912 году. Фон Шметтов был произведен в генерал-майоры в январе 1913 года.
Когда началась Первая мировая война, генерал фон Шметтов недолгое время находился на Западном фронте, прежде чем был отправлен на Восточный фронт, получив командование 9-й кавалерийской дивизией, а в 1915 году — 8-й кавалерийской дивизией. В августе 1916 года он недолгое время командовал 195-й пехотной дивизией и был повышен до генерал-лейтенанта. Ему было поручено возглавить недавно созданный кавалерийский корпус Шметтова в составе 9-й армии во время румынской кампании. Первоначально он состоял из остатков 3-й кавалерийской дивизии, 1-й австрийской кавалерийской дивизии и 51-й венгерской гонведской пехотной дивизии. За свои заслуги в кампании Шметтов получил орден Pour le Merite.
В начале 1917 года Шметтов и его корпус были переведены на Западный фронт и состояли из 6-й и 7-й кавалерийских дивизий. Вскоре после этого корпус изменился, спешившись и заменив большую часть конных подразделений, поскольку кавалерия была менее нужна, и был переименован в 65-й корпус или Gendkdo z.b.V. 65 («Генеральное командование специального назначения 65»). Шметтов сражался во 2-й и 3-й битве на Эне. Ближе к концу войны корпус, к тому времени состоявший из 5-й, 50-й и 216-й пехотных дивизий, а также 4-й гвардейской пехотной дивизии, участвовал во Второй битве на Марне. За свои заслуги в последней Шметтов получил дубовые листья к своему ордену Pour le Merite.
После перемирия генерал фон Шметтов вышел в отставку и закончил военную службу 22 февраля 1919 года; скончался в Герлице 21 января 1935 года.

### Семья
Он был женат на Агнес фон Рундштедт — сестре знаменитого фельдмаршала вермахта — и имел трех дочерей и двух сыновей. Эберхард также был двоюродным братом современника и коллеги генерала кавалерии Эгона Графа фон Шметтова.
Один из его сыновей, лейтенант Максимилиан фон Шметтов, погиб при Кюнеле в 1918 году. Его другой сын, Рудольф фон Шметтов, служил в полку своего отца и позже стал генерал-лейтенантом вермахта. Он командовал немецкими войсками на Нормандских островах, где его благородное, рыцарское и разумное влияние в конечном итоге было признано ключом к относительному отсутствию экстремизма и угнетения во время оккупации.

## Даты званий
16.04.1881 — Секунд-лейтенант
15.02.1890 — Старший-лейтенант
15.12.1894 — Ротмистр
18.04.1901 — Майор
10.04.1906 — Обер-лейтенант
20.04.1909 — Обьерст
27.01.1913 — Генерал-майор
18.08.1916 — Генерал-лейтенант